# Удлинитель пробега
Удлинитель пробега — вспомогательная силовая установка (ВСУ), работающая на топливе, которая увеличивает запас хода электромобиля за счет дополнительного электрического генератора, который заряжает аккумулятор автомобиля. Чаще всего в качестве удлинителей пробега используются двигатели внутреннего сгорания, но можно использовать топливные элементы или другие типы двигателей.
Транспортные средства с увеличенным запасом хода также называются электромобилями с увеличенным запасом хода ( EREV, REEV).
Многие автомобили с удлинителем пробега, в том числе Chevrolet Volt и BMW i3, могут заряжать свои аккумуляторы как от сети, так и от удлинителя, и, следовательно, представляют собой тип заряжаемого гибридного электромобиля (PHEV).

## Основное предназначение
Основная функция удлинителя пробега — увеличение автономности автомобиля. Недостаточная автономность является одним из основных препятствий на пути коммерческого успеха электромобилей, и возможность продолжать движение после разряда батареи снижает беспокойство водителей.
Конструкция транспортного средства с увеличенным запасом хода может также снизить потребление топлива, увеличивающего запас хода (например, бензина), за счет использования основного источника энергии (аккумулятора), сохраняя при этом запас хода однотопливного транспортного средства. Топливо, увеличивающее запас хода, обычно считается менее экологически и экономически безопасным для использования, чем основной источник энергии, поэтому система управления транспортным средством отдает предпочтение использованию аккумулятора, пока это возможно. Выгоды (затраты, выбросы углекислого газа), получаемые от использования автомобиля с удлинителем пробега, в конечном итоге зависят от того, как эксплуатируется автомобиль, и, в частности, от того, как часто используется удлинитель пробега.
Например, такие автомобили, как Chevrolet Volt и BMW i3 с удлинителем пробега, оснащены аккумуляторами достаточной емкости, чтобы проехать 80-160 км, чего достаточно для многих поездок, но недостаточно для проезда на большие расстояния. Таким образом, водитель может использовать энергию аккумулятора для поездок на работу и ежедневного вождения, но при этом иметь возможность проехать из Нью-Йорка в Бостон (около 320 км) с использованием вспомогательного бензинового двигателя внутреннего сгорания без частых остановок для зарядки аккумулятора (что может отнять несколько часов). Таким образом, владелец транспортного средства получает преимущества от использования более дешевой и менее углеродоемкой электроэнергии для большей части маршрутов, сохраняя при этом возможность совершать и более длительные поездки.
Когда удлинитель пробега использует обычное топливо, автомобиль может дозаправляться на обычных заправочных станциях, что обеспечивает ему запас хода, аналогичный обычным автомобилям.
Поскольку электромобиль приводится в движение только электродвигателем, он может избавиться от веса системы трансмиссии с коробкой передач, обычно используемой в автомобилях с двигателями внутреннего сгорания. Кроме того, поскольку удлинителю пробега не требуется увеличивать или уменьшать мощность в соответствии с потребностями автомобиля в мощности (эту задачу выполняет электродвигатель), то его мощность можно подобрать так, чтобы удовлетворить среднюю потребность автомобиля в мощности, а не ее пиковую мощность, необходимую при ускорении. Удлинитель пробега также может работать в режиме наилучшей топливной экономичности. Эти конструктивные особенности позволяют довольно эффективно преобразовывать энергию ископаемого топлива в электроэнергию и движение транспортного средства.

## Поколения
- Удлинители пробега первого поколения представляли собой уже готовые двигатели внутреннего сгорания .
- Второе поколение состоит из поршневых двигателей новой конструкции, разработанных специально для работы с постоянной нагрузкой в серийных гибридах. К ним относятся двигатели Ванкеля, роторные двигатели внутреннего сгорания и двигатели со свободным поршнем.
- Третье поколение — это микротурбины и топливные элементы, работающие также при постоянной нагрузке[10].

## Законодательное регулирование конструкции
В соответствии с поправками 2012 года к Правилам транспортных средств с нулевым уровнем выбросов, принятыми в марте 2012 года Калифорнийским советом по воздушным ресурсам (CARB), электромобиль с увеличенным запасом хода, обозначенный как BEVx, должен соответствовать, среди прочего, следующим критериям: 
- Транспортное средство должно иметь номинальный запас хода на батарее не менее 120 км. Это выше, чем 80 км, необходимый для автомобиля с нулевым уровнем выбросов;
- Вспомогательная силовая установка (ВСУ) должна обеспечивать запас хода меньше или равный запасу хода батареи;
- ВСУ не должен включаться до тех пор, пока не будет исчерпан заряд батареи;
- Транспортное средство должно соответствовать требованиям к автомобилям со сверхнизким уровнем выбросов (SULEV);
- И ВСУ и все связанные с ней топливные системы должны соответствовать требованиям по нулевым выбросам в результате испарения .

## Применение
Расширители диапазона обычно используются в морских ( автономных подводных аппаратах ), самолетах, генераторах/коммунальных предприятиях, автомобилях и гибридных электромобилях.